# ロイヒター・レポート
ロイヒター・レポート（英語: Leuchter report）は、アメリカ合衆国の処刑ガス室に従事していたフレッド・A・ロイヒター が1988年にアウシュヴィッツのいわゆる「ガス室」を調査した結果をまとめたレポート。「アウシュヴィッツとビルケナウの『ガス室』が処刑ガス室として利用された、あるいはそのように機能したと考えることは不可能である」と結論付けている。

## 概要
1984年7月、ホロコーストの通説に疑問を呈する『600万人は本当に死んだか？』というパンフレットを頒布していたカナダ在住ドイツ人、エルンスト・ツンデルがカナダ刑法177条「虚偽の報道の流布」罪で起訴された。1985年1月からトロント地裁で開かれた第一審では、弁護側証人であるデュポン社の元主任化学者ウィリアム・リンゼイ博士がアウシュヴィッツでのガス処刑について「絶対に不可能」と証言したが、ツンデルは禁固15か月の有罪判決を受けた。1987年、トロント控訴院は地裁判事の証拠の取り扱いなどが違法であるとして再審を命じた。
1988年1月、ツンデル側のミズーリ州刑務所のワーデン・ビル・アーモントロートは、ホロコースト否認論者のフランス人学者ロベール・フォーリソンを通して、ロイヒターにトロント地裁での再審のためにガス室に関する報告書を書くように依頼した。ロイヒターはホロコーストについて教科書の中の出来事くらいしか思っておらず、600万人という数が多すぎるような気はしつつも、基本的にはホロコーストを信じていたごく普通のアメリカ人だったと言う。しかし、ツンデル弁護団との2日間の議論の末、フォーリソンの10年来の「アドルフ・ヒトラーのもとではガス室は一つもなかった」（「ドイツ国内に処刑用のガス室がなかった」というわけではなく、「絶滅計画用のガス室が無かった」という意味）という主張を受け入れてガス室の存在に疑念を抱き、不法侵入による実地検証を計画する。
2月25日、ロイヒター一行はポーランドへ出発。ビルケナウ収容所でバラック、第2、3、4、5火葬炉、サウナ、第1シラミ駆除設備、そして死者を焼いたという穴を見て回り、複数の自称「ガス室」の壁の断片を裁判標本として採取。アウシュビッツI収容所やマイダネク収容所でも同様にビデオ撮影や標本採取を行い、サンプルの合計は20ポンド（約9kg）に及んだ。3月3日に米国に帰国した。
米国に戻ったロイヒターは、マサチューセッツ工科大学の実験室に裁判標本をアウシュビッツのガス室のサンプルであることを告げずに送り、サンプルの化学分析をアルファ・アナリティカル社に依頼した。そして化学分析の結果と、現地で調査した結果をもとに、ガス室が本物であるかどうかの報告を『ロイヒター・レポート』にまとめた。
それによれば、「ガス室」とされる複数の部屋を目視すると、ある「ガス室」（クレマ1）は、ドイツ人用の病院の前に建てられているが、これでは、「ガス室」を排気した際にドイツ人の生命が脅かされてしまうこと、またその「ガス室」（クレマ1）に気密性が無いことなどが指摘される。更に情報を与えられていない化学者による化学分析の結果、対照（コントロール）として採取された殺虫用ガス室の破片からは、1988年の時点でも高濃度の青酸化合物が検出されたのに、肝心の、処刑ガス室とされている建造物の断片からは、ゼロもしくはそれに近い極く微量の青酸化合物しか検出されなかったという結論が得られた。そして「ポーランドのガス室、火葬炉を念入りに調査した結果、合理的な思考を持ち、責任感のある人物が出せる結論は唯一つ。こうした設備のどれ一つとして、処刑用ガス室として使われたと考えることは馬鹿げている」と結論付けている。
ツンデルの裁判において、ロイヒターの報告書は、証言としての価値を認められなかった。トロント地裁のツンデルに対する判決は有罪であり、
ツンデルは15ヶ月の刑を受けたが、1988年5月二審判決で、刑期は9ヶ月になり、
1992年8月27日、カナダ最高裁は言論の自由の範囲内であるとして、ツンデルの無罪は成立した。

## 批判と再反論
ホロコースト肯定派は『ロイヒター・レポート』が主に違法手段で得られた標本で作製されたこと、またロイヒター自身が工学の学位を持たないのに「エンジニア」を標榜し、また実績においても、彼は専門家としての能力に欠けることから、証拠能力に乏しいとの批判を投げかけている。
これについて、ホロコースト見直し論者の木村愛二は「「エンジニア」は「称号」ではなくて一般名称にすぎない。いささかもアメリカの法律を犯してはいない。人文科修士が「エンジニア」を名乗るのが「不法」だというのなら、高卒や中卒、さらには昔は沢山いた学歴の無い叩き上げの技術者たちは、何と名乗れば良いのだろうか」と再反論している。
ロイヒターが持論の最大の根拠としたのは、ガス殺に使用したとされる青酸ガスの痕跡（シアン化物）が、採取したサンプルから検出されなかったことであった。しかし分析を依頼されたアルファ・アナリティカル社のマネージャーが証言するところによると、ロイヒターが提出したサンプルの表面にはシアン化物が明白であったが、依頼された解析がサンプルの表面ではなく内部に関するものであると思ったため、サンプルを粉砕、希釈してから解析作業を行ったという。そのため、サンプルからシアン化物がほとんど検出されなかったのは当然であると指摘される。
後に、この報告を批判的な立場から検証したポーランドの法医学者グバウワらは、『ロイヒター・レポート』の分析結果とほぼ一致した結果を得たものの、終戦直前にガス室がナチスによって爆破され数十年間廃墟のまま風雨に曝されたことによって青酸化合物が流されたのであろうという解釈を与えて反論している。
こちらの論文やこのサイトでは、青酸化合物が大量に検出されたビルケナウの害虫駆除施設の外壁は、上部シュレジエン工業地帯の不利な風雨条件に50年間もさらされてきたにもかかわらず、全く青酸化合物が流されていないとのホロコースト見直し論者の側からの再反論が掲載されている。
死刑囚1人の処刑用ガス室と、一度に大量の人間を殺戮する絶滅計画用のガス室を比較するという誤った前提に基づいて持論を展開しているとのホロコースト肯定派からの批判もある。